# Aliguer
L'aliguer  (Viburnum opulus) és un arbust de la família de les adoxàcies.

## Característiques[2][3]
És un arbust caducifoli típic dels boscos humits, origuinari d'Europa i Àsia, i present a la Catalunya humida on creix fins a una altura de 1.600 m. Té un aspecte arrodonit, ramificat des de la base i pot arribar a 4 m d'alcada. Es troba en bardisses i marges, però també plantat en tanques i jardins.
Les fulles són oposades i trilobulades amb la vora dentadade de color verd.
A la primavera floreix en corimbes, amb petites flors centrals fèrtils i una corona de flors blanques més grans, estèrils, que atreuen els insectes. Al començament són verdes fins a tornar-se blanques.
Els fruits són unes drupes d'un vermell brillant que es mengen els ocells, amb un pinyol aplanat en forma de cor. Per als humans són molt àcides, innòcues en petites quantitats, però poden tenir un efecte tòxic ingerides en grans quantitats o preses de manera habitual.

## Altres noms
Bola de neu, mató de monja, matoner, matons, merda de gat, pom de neu, rosa del vent, saüc doble.
- Fulles i flors
- Fruits de prop

## Varietats ornamentals

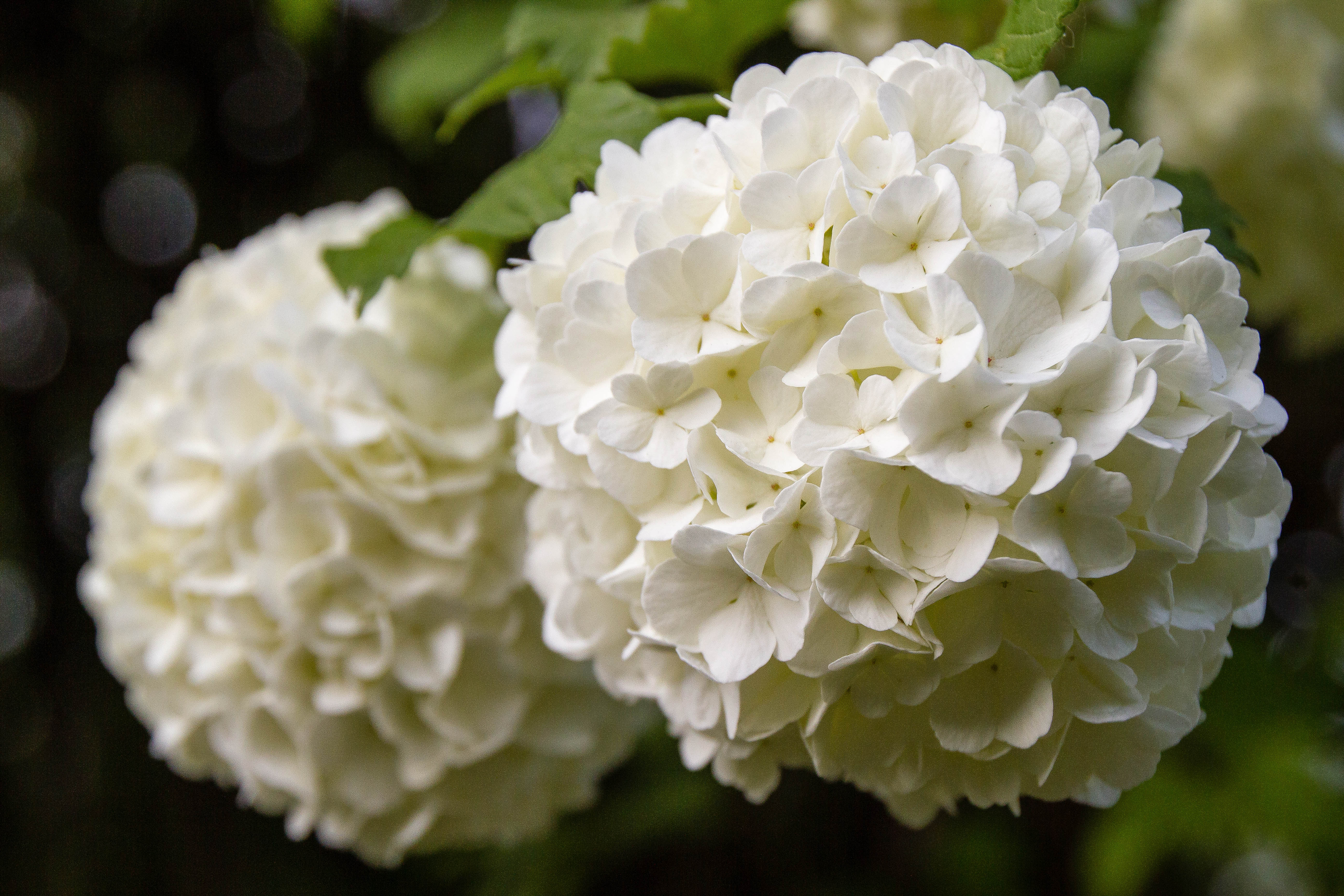
Pom de neu 'Roseum'

La varietat més coneguda i utilitzada en tanques i jardins és el cultivar dit Pom de Neu o Bola de Neu (Viburmum opulus 'Roseum') que fa grans inflorescències molt vistoses de flors blanques infèrtils com les exteriors del aliguer silvestre.

## L'aliguer en les tradicions eslaves

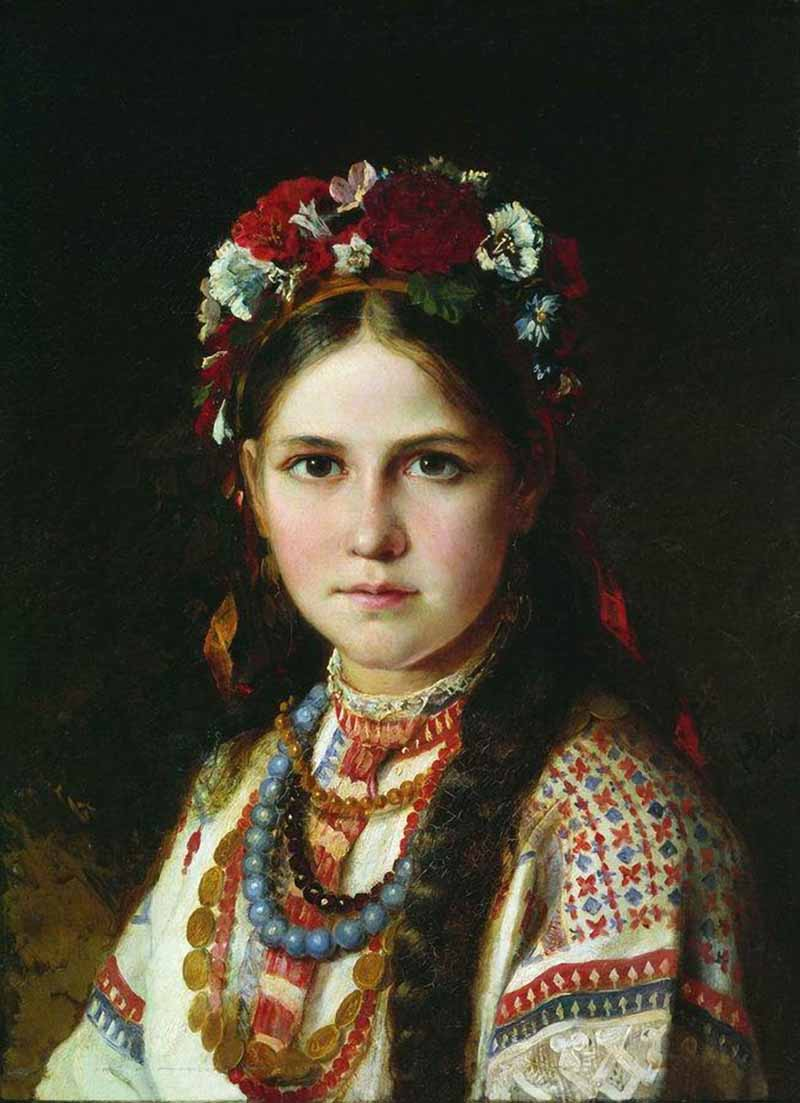

L'aliguer simbolitza l'amor en les tradicions ancestrals eslaves i ha estar la font de nombrosos contes i cançons d'aquelles cultures. Els fruits de color roig, kalina, anomenats amb el diminutiu afectuós kalinka, tenen a dins un pinyol en forma de cor, símbol de l'amor i la fertilitat. Per això hi ha tradicions de brodats i de corones florals que duen al cap les donzelles en la kupala, la festa de la natura, la collita, la fertilitat i l'amor que celebra el solstici d'estiu a Ucraïna com un record de les ofrenes que es feien a l'antiga deessa eslava de la Terra, de la primavera, de l'amor i de la fertilitat.
També ve d'aquí la cèlebre cançó russa Kalinka, coneguda a Europa per les versions del Cor de l'Exèrcit Roig.